# Estadio Defensores del Chaco
Estadio Defensores del Chaco is een stadion in Asuncion, de hoofdstad van Paraguay. Het complex, geopend in september 1917, is vooral in gebruik als voetbalstadion en is de thuishaven van de nationale ploeg van Paraguay. Voorheen had het stadion een capaciteit van meer dan 50.000 toeschouwers, maar in de loop der jaren is dat aantal teruggebracht naar 42.354, waarvan 38.000 zitplaatsen. Ook lokale voetbalclubs als Club Nacional, Club Guaraní en Club Olimpia maken regelmatig gebruik van dit stadion voor hun thuiswedstrijden.

## Copa América
In 1979 werden er een aantal wedstrijden gespeeld voor de Copa América, er was op het toernooi van 1979 geen gastland. Het toernooi werd met uit- en thuiswedstrijden gespeeld. Paraguay speelde 2 keer thuiswedstrijd in de groepsfase van het toernooi. Daarna werd ook de halve finale en de finale in dit stadion gespeeld.
20 jaar later, in 1999, werd het stadion weer gebruikt voor wedstrijden op de Copa América. Dat toernooi werd van 29 juni tot en met 18 juli 1999 in Paraguay gespeeld. Er waren 9 wedstrijden, waaronder de halve finale tussen Uruguay en Chili en de finale tussen Brazilië en Uruguay.
| №  | Datum             | Wedstrijd           | Uitslag | Toernooi                         | Toeschouwers |
| -- | ----------------- | ------------------- | ------- | -------------------------------- | ------------ |
| 1  | 13 september 1979 | Paraguay – Ecuador  | 2 – 0   | Copa América 1979 – groepsfase   | 25.000       |
| 2  | 20 september 1979 | Paraguay – Uruguay  | 0 – 0   | Copa América 1979 – groepsfase   | 25.000       |
| 3  | 24 oktober 1979   | Paraguay – Brazilië | 2 – 1   | Copa América 1979 – halve finale | 50.000       |
| 4  | 28 november 1979  | Paraguay – Chili    | 3 – 0   | Copa América 1979 – finale       | 40.000       |
| 5  | 29 juni 1999      | Paraguay – Bolivia  | 0 – 0   | Copa América 1999 – groepsfase   | 43.000       |
| 6  | 29 juni 1999      | Peru – Japan        | 3 – 2   | Copa América 1999 – groepsfase   | 38.000       |
| 7  | 2 juli 1999       | Paraguay – Japan    | 4 – 0   | Copa América 1999 – groepsfase   | 25.000       |
| 8  | 2 juli 1999       | Peru – Bolivia      | 1 – 0   | Copa América 1999 – groepsfase   | 30.000       |
| 9  | 10 juli 1999      | Mexico – Peru       | 3 – 3   | Copa América 1999 – kwartfinale  | 32.000       |
| 10 | 10 juli 1999      | Uruguay – Paraguay  | 1 – 1   | Copa América 1999 – kwartfinale  | 32.000       |
| 11 | 13 juli 1999      | Uruguay – Chili     | 1 – 1   | Copa América 1999 – halve finale | 12.000       |
| 12 | 17 juli 1999      | Chili – Mexico      | 1 – 2   | Copa América 1999 – troostfinale | 12.000       |
| 13 | 18 juli 1999      | Brazilië – Uruguay  | 3 – 0   | Copa América 1999 – finale       | 30.000       |